# Championnat du monde moins de 18 ans de hockey sur glace 2025
Navigation
Édition 2024 Édition 2026
Le Championnat du monde masculin moins de 18 ans de hockey sur glace 2025 est la 26e édition de cette compétition de hockey sur glace organisée par la Fédération internationale de hockey sur glace. Il a lieu du 23 avril au 3 mai 2025 dans le région métropolitaine Dallas/Fort Worth Metroplex, en villes américaines de Allen et Frisco.
Les divisions inférieures sont disputées indépendamment du groupe élite.

## Format de la compétition
| Niveau         | Nombre d'équipes | Lieu            | Dates (2024)            | Résultats         | Résultats |
| Niveau         | Nombre d'équipes | Lieu            | Dates (2024)            | Vainqueur / Promu | Relégué   |
| -------------- | ---------------- | --------------- | ----------------------- | ----------------- | --------- |
| Division élite | 10               | Allen et Frisco | du 23 avril au 3 mai    | Canada            | Suisse    |
| Division IA    | 6                | Székesfehérvár  | du 20 au 26 avril       | Danemark          | Autriche  |
| Division IB    | 6                | Kaunas          | du 13 au 19 avril       | Pologne           | Japon     |
| Division IIA   | 6                | Asiago          | du 13 au 19 avril       | Italie            | Pays-Bas  |
| Division IIB   | 6                | Sofia           | du 17 au 23 mars        | Espagne           | Bulgarie  |
| Division IIIA  | 6                | Mexico          | du 2 au 8 mars          | Mexique           | Islande   |
| Division IIIB  | 6                | Bangkok         | du 28 février au 6 mars | Ouzbékistan       | Aucun     |

Le groupe principal (Division Élite) regroupe 10 équipes réparties en deux poules de 5 qui disputent un tour préliminaire : les 4 premiers de chaque poule sont qualifiés pour les quarts de finale et les derniers de chaque poule s'affrontent sur un seul match où le perdant est relégué en Division IA.
Lors des phases de poule, les points sont attribués ainsi :
- victoire : 3 points ;
- victoire en prolongation ou aux tirs de fusillade : 2 points ;
- défaite en prolongation ou aux tirs de fusillade : 1 point ;
- défaite : 0 point.

Pour les autres divisions, les équipes s’affrontent entre elles et, à l'issue de la compétition, le premier est promu dans la division supérieure et le dernier est relégué dans la division inférieure, sauf en Division IIIB où il n'y a pas de relégation. L'attribution des points est identique à la division élite.

## Division Élite
La Division Élite regroupe 10 équipes, réparties en deux groupes :
| Groupe A (à Allen)                                                     | Groupe B (à Frisco)                                          |
| ---------------------------------------------------------------------- | ------------------------------------------------------------ |
| Canada, tenant du titre Finlande, pays hôte Lettonie Norvège Slovaquie | Allemagne, promu États-Unis, pays hôte Suède Suisse Tchéquie |

### Sites de la compétition
| \| Allen Frisco \| Localisation des villes de Allen et de Frisco au Texas. |
| Allen Frisco                                                               |

| Allen                               | Frisco                           |
|                                     |                                  |
| Allen Event Center Capacité : 6 275 | Comerica Center Capacité : 3 500 |

### Tour préliminaire
Légende :
- en gras, qualifié pour les quarts de finale
- en italique, joue le tour de relégation
- Pr : Prolongations
- TB : Tirs de barrage

Pour les significations des abréviations, voir statistiques du hockey sur glace.

#### Groupe A
| Clt   | Équipe    | PJ | V | VP | D | DP | BP | BC | Diff | Pts |
| ----- | --------- | -- | - | -- | - | -- | -- | -- | ---- | --- |
| +001, | Canada    | 4  | 4 | 0  | 0 | 0  | 29 | 5  | +24  | 12  |
| +002, | Slovaquie | 4  | 2 | 1  | 1 | 0  | 17 | 10 | +7   | 8   |
| +003, | Finlande  | 4  | 2 | 0  | 1 | 1  | 18 | 9  | +9   | 7   |
| +004, | Lettonie  | 4  | 0 | 1  | 3 | 0  | 5  | 23 | -18  | 2   |
| +005, | Norvège   | 4  | 0 | 0  | 3 | 1  | 4  | 26 | -22  | 1   |

| 23 avril | Slovaquie | 1 TB | 0    | Finlande  | [ DE 2 ]  |
| 23 avril | Norvège   | 1    | 2 TB | Lettonie  | [ DE 3 ]  |
| 24 avril | Finlande  | 7    | 1    | Norvège   | [ DE 4 ]  |
| 24 avril | Canada    | 9    | 2    | Slovaquie | [ DE 5 ]  |
| 25 avril | Lettonie  | 1    | 7    | Canada    | [ DE 6 ]  |
| 26 avril | Norvège   | 1    | 9    | Slovaquie | [ DE 7 ]  |
| 26 avril | Lettonie  | 2    | 10   | Finlande  | [ DE 8 ]  |
| 27 avril | Finlande  | 1    | 5    | Canada    | [ DE 9 ]  |
| 28 avril | Slovaquie | 5    | 0    | Lettonie  | [ DE 10 ] |
| 28 avril | Canada    | 8    | 1    | Norvège   | [ DE 11 ] |

#### Groupe B
| Clt   | Équipe     | PJ | V | VP | D | DP | BP | BC | Diff | Pts |
| ----- | ---------- | -- | - | -- | - | -- | -- | -- | ---- | --- |
| +001, | États-Unis | 4  | 4 | 0  | 0 | 0  | 25 | 8  | +17  | 12  |
| +002, | Suède      | 4  | 3 | 0  | 1 | 0  | 29 | 16 | +13  | 9   |
| +003, | Allemagne  | 4  | 1 | 1  | 2 | 0  | 16 | 21 | -5   | 5   |
| +004, | Tchéquie   | 4  | 1 | 0  | 2 | 1  | 12 | 17 | -5   | 4   |
| +005, | Suisse     | 4  | 0 | 0  | 4 | 0  | 9  | 29 | -20  | 0   |

| 23 avril | Suède      | 10 | 3    | Suisse     | [ DE 12 ] |
| 23 avril | Tchéquie   | 2  | 4    | États-Unis | [ DE 13 ] |
| 24 avril | Tchéquie   | 3  | 4 Pr | Allemagne  | [ DE 14 ] |
| 24 avril | Suisse     | 0  | 10   | États-Unis | [ DE 15 ] |
| 25 avril | Allemagne  | 4  | 9    | Suède      | [ DE 16 ] |
| 26 avril | Suisse     | 2  | 4    | Tchéquie   | [ DE 17 ] |
| 26 avril | États-Unis | 6  | 3    | Suède      | [ DE 18 ] |
| 27 avril | Allemagne  | 5  | 4    | Suisse     | [ DE 19 ] |
| 28 avril | Suède      | 7  | 3    | Tchéquie   | [ DE 20 ] |
| 28 avril | États-Unis | 5  | 3    | Allemagne  | [ DE 21 ] |

### Tour de relégation
Les deux derniers de chaque poule s'affrontent lors d'un match unique. Le perdant est relégué en Division I. 
| 30 avril | Norvège | 5-4 (TB) (2-1, 1-2, 1-1, 0-0, 1-0) | Suisse | Credit Union of Texas Event Center 301 spectateurs |

| Feuille de match | Feuille de match | Feuille de match                    | Feuille de match | Feuille de match                                                                           |
| ---------------- | --- | ----------------------------------- | --- | ------------------------------------------------------------------------------------------ |
|                  | Eriksen (Aaram-Olsen, Määttänen) — 4 min 46 s (SN) Aaram-Olsen (Eriksen, Trygg) — 15 min 37 s - Aaram-Olsen (Hjelmås, Koblar) — 23 min 43 s (SN) - Kionig (Eriksen, Aaram-Olsen) — 51 min 16 s Trygg — 70 min (TB) | 1-0 2-0 2-1 3-1 3-2 3-3 3-4 4-4 5-4 | - Franzina (Aebli, Mundy) — 17 min 44 s - Schenk (Peter, Aeschlimann) — 27 min 25 s Peter (Schenk, N. Lehmann) — 32 min 4 s Aeschlimann (Moret, Troxler) — 43 min 8 s - | Arbitrage : Logan Gruhl Janne Wuorenheimo Juges de lignes : Luka Mäkinen Mathias Naperotti |
| Timraz-Westin    | Gardiens | Birchler                            | | Arbitrage : Logan Gruhl Janne Wuorenheimo Juges de lignes : Luka Mäkinen Mathias Naperotti |
| 4 min            | Pénalités | 6 min                               | | Arbitrage : Logan Gruhl Janne Wuorenheimo Juges de lignes : Luka Mäkinen Mathias Naperotti |
| 39               | Tirs | 38                                  | | Arbitrage : Logan Gruhl Janne Wuorenheimo Juges de lignes : Luka Mäkinen Mathias Naperotti |

### Phase finale

#### Tableau
Légende
- Pr : Prolongations

|  | Quarts de finale | Quarts de finale |                |            | Demi-finales           | Demi-finales           |   |  | Finale    | Finale |
|  | Quarts de finale | Quarts de finale |                |            | Demi-finales           | Demi-finales           |   |  | Finale    | Finale |
|  |                  |                  |                |            |                        |                        |   |  |           |        |
|  | 30 avril         | 30 avril         |                |            | 2 mai                  | 2 mai                  |   |  | 3 mai     | 3 mai  |
|  | 30 avril         | 30 avril         |                |            | 2 mai                  | 2 mai                  |   |  | 3 mai     | 3 mai  |
|  | (1B) Canada      | 3 Pr             |                |            | 2 mai                  | 2 mai                  |   |  | 3 mai     | 3 mai  |
|  | (1B) Canada      | 3 Pr             |                |            | 2 mai                  | 2 mai                  |   |  | 3 mai     | 3 mai  |
|  | (4A) Tchéquie    | 2                |                |            | 2 mai                  | 2 mai                  |   |  | 3 mai     | 3 mai  |
|  | (4A) Tchéquie    | 2                | (1) Canada     | 4          |                        |                        |   |  | 3 mai     | 3 mai  |
|  | 30 avril         |                  | (1) Canada     | 4          |                        |                        |   |  | 3 mai     | 3 mai  |
|  |                  | (4) Slovaquie    | 0              |            |                        |                        |   |  | 3 mai     | 3 mai  |
|  | (2A) Slovaquie   | (4) Slovaquie    | 0              | 3          |                        |                        |   |  | 3 mai     | 3 mai  |
|  | (2A) Slovaquie   |                  |                | 3          |                        |                        |   |  | 3 mai     | 3 mai  |
|  | (3B) Allemagne   | 2                |                |            |                        |                        |   |  | 3 mai     | 3 mai  |
|  | (3B) Allemagne   | 2                | Canada         | 7          |                        |                        |   |  |           |        |
|  | 30 avril         |                  | Canada         | 7          |                        |                        |   |  |           |        |
|  |                  | Suède            | 0              |            |                        |                        |   |  |           |        |
|  | (1A) États-Unis  | Suède            | 0              | 6          |                        |                        |   |  |           |        |
|  | (1A) États-Unis  | 2 mai            |                | 6          |                        |                        |   |  |           |        |
|  | (4B) Lettonie    | 3                |                |            |                        |                        |   |  |           |        |
|  | (4B) Lettonie    | 3                | (2) États-Unis | 3          |                        |                        |   |  |           |        |
|  | 30 avril         | 30 avril         | (2) États-Unis | 3          | Match pour la 3e place | Match pour la 3e place |   |  |           |        |
|  | 30 avril         | 30 avril         |                | (3) Suède  | Match pour la 3e place | Match pour la 3e place | 4 |  |           |        |
|  | (2B) Suède       | 7                | 3 mai          | 3 mai      |                        |                        | 4 |  |           |        |
|  | (2B) Suède       | 7                | 3 mai          | 3 mai      |                        |                        |   |  |           |        |
|  | (3A) Finlande    | 2                |                | États-Unis | 4 Pr                   |                        |   |  |           |        |
|  | (3A) Finlande    | 2                |                | États-Unis | 4 Pr                   |                        |   |  |           |        |
|  |                  |                  |                |            |                        |                        |   |  | Slovaquie | 3      |
|  |                  |                  |                |            |                        |                        |   |  | Slovaquie | 3      |

#### Quarts de finale
| 30 avril | Slovaquie | 3-2 (0-0, 1-0, 2-2) | Allemagne | Credit Union of Texas Event Center 641 spectateurs |

| Feuille de match | Feuille de match | Feuille de match    | Feuille de match                                                                                     | Feuille de match                                                                           |
| ---------------- | --- | ------------------- | --- | ------------------------------------------------------------------------------------------ |
|                  | Chovan (Mišiak, Radivojevič) — 36 min 19 s Tomka (Tomík, Rusznyák) — 46 min 12 s Radivojevič (Svrcek, Chovan) — 47 min (SN) - | 1-0 2-0 3-0 3-1 3-2 | - Bleicher (Späth Mariscal, Grin) — 53 min 29 s Penkin (G. Griva, Späth Mariscal) — 59 min 22 s (JS) | Arbitrage : Cedric Borga Emīls Druseiks Juges de lignes : Nicholas Albinati Aurélien Urfer |
| Prádel           | Gardiens | Stuhrmann           | | Arbitrage : Cedric Borga Emīls Druseiks Juges de lignes : Nicholas Albinati Aurélien Urfer |
| 4 min            | Pénalités | 4 min               | | Arbitrage : Cedric Borga Emīls Druseiks Juges de lignes : Nicholas Albinati Aurélien Urfer |
| 36               | Tirs | 23                  | | Arbitrage : Cedric Borga Emīls Druseiks Juges de lignes : Nicholas Albinati Aurélien Urfer |

| 30 avril | Suède | 7-2 (2-1, 2-0, 3-1) | Finlande | Comerica Center 521 spectateurs |

| Feuille de match | Feuille de match | Feuille de match                    | Feuille de match                                                                              | Feuille de match                                                                          |
| ---------------- | --- | ----------------------------------- | --------------------------------------------------------------------------------------------- | ----------------------------------------------------------------------------------------- |
|                  | Ihs-Wozniak (Stenberg, Frondell) — 26 s Björk (Ekberg, Boumedienne) — 4 min 31 s - Ekberg (Stenberg, Boumedienne) — 24 min 51 s (SN) Stenberg — 35 min 44 s Brøngel-Larsson (Stockselius, Klingsell) — 43 min Ekberg (Gästrin) — 49 min 31 s - Stenberg (Jennersjö) — 58 min 24 s (CV) | 1–0 2–0 2–1 3–1 4–1 5–1 6–1 6–2 7–2 | - Vanhanen (Somervuori) — 7 min 13 s - Vanninen (Vanhanen, Boelius) — 54 min 12 s (SN + JS) - | Arbitrage : Taylor Burzminski Jiří Ondráček Juges de lignes : Brian Birkhoff Lukáš Rampír |
| Härenstam        | Gardiens | Kerkola Sammalniemi                 |                                                                                               | Arbitrage : Taylor Burzminski Jiří Ondráček Juges de lignes : Brian Birkhoff Lukáš Rampír |
| 22 min           | Pénalités | 4 min                               |                                                                                               | Arbitrage : Taylor Burzminski Jiří Ondráček Juges de lignes : Brian Birkhoff Lukáš Rampír |
| 30               | Tirs | 30                                  |                                                                                               | Arbitrage : Taylor Burzminski Jiří Ondráček Juges de lignes : Brian Birkhoff Lukáš Rampír |

| 30 avril | Canada | 3-2 (pr) (1-1, 1-1, 0-0, 1-0) | Tchéquie | Credit Union of Texas Event Center 482 spectateurs |

| Feuille de match | Feuille de match                                                                               | Feuille de match    | Feuille de match                                                         | Feuille de match                                                                             |
| ---------------- | ---------------------------------------------------------------------------------------------- | ------------------- | ------------------------------------------------------------------------ | -------------------------------------------------------------------------------------------- |
|                  | - Smith — 19 min 40 s - Reschny (Martin, Huang) — 35 min 52 s Reschny (Verhoeff) — 62 min 41 s | 0-1 1-1 1-2 2-2 3-2 | Rozsíval (Mrtka, Kucharčík) — 6 min 6 s - Benák (Novotný) — 35 min 7 s - | Arbitrage : Andreas Huber Richard Magnusson Juges de lignes : Bryan Gorcoff Rasmus Strömberg |
| Ivankovic        | Gardiens                                                                                       | Poletín             |                                                                          | Arbitrage : Andreas Huber Richard Magnusson Juges de lignes : Bryan Gorcoff Rasmus Strömberg |
| 8 min            | Pénalités                                                                                      | 6 min               |                                                                          | Arbitrage : Andreas Huber Richard Magnusson Juges de lignes : Bryan Gorcoff Rasmus Strömberg |
| 40               | Tirs                                                                                           | 24                  |                                                                          | Arbitrage : Andreas Huber Richard Magnusson Juges de lignes : Bryan Gorcoff Rasmus Strömberg |

| 30 avril | États-Unis | 6-3 (2-0, 2-2, 2-1) | Lettonie | Comerica Center 711 spectateurs |

| Feuille de match | Feuille de match | Feuille de match                    | Feuille de match | Feuille de match                                                                  |
| ---------------- | --- | ----------------------------------- | --- | --------------------------------------------------------------------------------- |
|                  | Potter (Lindberg, Barnett) — 5 min 37 s Gallant (McKinney, Murtagh) — 8 min 19 s Murtagh (Mooney) — 27 min 23 s - Barnett (Moore) — 35 min 53 s Mooney (Berchild) — 52 min 25 s - Potter (Mooney) — 58 min 41 s (CV) | 1–0 2–0 3–0 3–1 3–2 4–2 5–2 5–3 6–3 | - Serkins (Šmits, Flugins) — 32 min 15 s (SN) Šmits (Serkins, Mūrnieks) — 33 min 4 s (SN) - Flugins (Laugalis, Serkins) — 55 min 41 s - | Arbitrage : Tanner Doiron Marek Žák Juges de lignes : Njaal Søstumoen David Thuma |
| Slavick          | Gardiens | Kufterins                           | | Arbitrage : Tanner Doiron Marek Žák Juges de lignes : Njaal Søstumoen David Thuma |
| 8 min            | Pénalités | 6 min                               | | Arbitrage : Tanner Doiron Marek Žák Juges de lignes : Njaal Søstumoen David Thuma |
| 39               | Tirs | 22                                  | | Arbitrage : Tanner Doiron Marek Žák Juges de lignes : Njaal Søstumoen David Thuma |

#### Demi-finales
| 2 mai | Canada | 4-0 (0-0, 1-0, 3-0) | Slovaquie | Comerica Center 617 spectateurs |

| Feuille de match | Feuille de match | Feuille de match | Feuille de match | Feuille de match                                                                                |
| ---------------- | --- | ---------------- | ---------------- | ----------------------------------------------------------------------------------------------- |
|                  | Villeneuve (Czata) — 21 min 52 s Reschny (Cootes, Verhoeff) — 41 min 34 s (SN) Nesbitt (Kindel, Katzin) — 46 min 19 s (SN) Roobroeck (Verhoeff, Villeneuve) — 58 min (SN) | 1-0 2-0 3-0 -0   |                  | Arbitrage : Richard Magnusson Janne Wuorenheimo Juges de lignes : Luka Mäkinen Rasmus Strömberg |
| Ivankovic        | Gardiens | Pradel           |                  | Arbitrage : Richard Magnusson Janne Wuorenheimo Juges de lignes : Luka Mäkinen Rasmus Strömberg |
| 31 min           | Pénalités | 26 min           |                  | Arbitrage : Richard Magnusson Janne Wuorenheimo Juges de lignes : Luka Mäkinen Rasmus Strömberg |
| 39               | Tirs | 24               |                  | Arbitrage : Richard Magnusson Janne Wuorenheimo Juges de lignes : Luka Mäkinen Rasmus Strömberg |

| 2 mai | États-Unis | 3-4 (0-0, 2-2, 1-2) | Suède | Comerica Center 1 103 spectateurs |

| Feuille de match | Feuille de match                                                                                        | Feuille de match            | Feuille de match | Feuille de match                                                                          |
| ---------------- | --- | --------------------------- | --- | ----------------------------------------------------------------------------------------- |
|                  | Lindberg (Schock, Potter) — 25 min 14 s - Schock — 34 min 53 s - Potter (Lindberg, Moore) — 55 min 36 s | 1-0 1-1 1-2 2-2 2-3 2-4 3-4 | - Ekberg (Björck, Gästrin) — 28 min 25 s Stenberg — 30 min 13 s - Björck (Ekberg, Gästrin) — 47 min 27 s Jennersjot (Björck, Nilson) — 53 min 22 s - | Arbitrage : Taylor Burzminski Jiří Ondráček Juges de lignes : Brian Birkhoff Lukáš Rampír |
| Quinlan          | Gardiens                                                                                                | Härenstam                   | | Arbitrage : Taylor Burzminski Jiří Ondráček Juges de lignes : Brian Birkhoff Lukáš Rampír |
|                  | |                             | | Arbitrage : Taylor Burzminski Jiří Ondráček Juges de lignes : Brian Birkhoff Lukáš Rampír |
|                  | |                             | | Arbitrage : Taylor Burzminski Jiří Ondráček Juges de lignes : Brian Birkhoff Lukáš Rampír |

#### Match pour la troisième place
| 3 mai | États-Unis | 4-3 (pr) (1-0, 0-2, 2-1, 1-0) | Slovaquie | Comerica Center 671 spectateurs |

| Feuille de match | Feuille de match | Feuille de match            | Feuille de match | Feuille de match                                                                                |
| ---------------- | --- | --------------------------- | --- | ----------------------------------------------------------------------------------------------- |
|                  | Fiddler (Barnett, Moore) — 11 min 53 s - Kvasnicka (Moore) — 41 min 13 s McKinney (Moore, Bracco) — 52 min 34 s (SN) - Kevan (Berchild, Lindberg) — 65 min 37 s | 1-0 1-1 1-2 2-2 3-2 3-3 4-3 | - Svrcek (Chovan, Radivojevič) — 35 min 38 s Svrcek (Kazda, Chovan) — 37 min 29 s - Chovan (Lisý, Kazda) — 53 min 13 s - | Arbitrage : Richard Magnusson Janne Wuorenheimo Juges de lignes : Luka Mäkinen Rasmus Strömberg |
| Quinlan          | Gardiens | Prádel                      | | Arbitrage : Richard Magnusson Janne Wuorenheimo Juges de lignes : Luka Mäkinen Rasmus Strömberg |
| 6 min            | Pénalités | 4 min                       | | Arbitrage : Richard Magnusson Janne Wuorenheimo Juges de lignes : Luka Mäkinen Rasmus Strömberg |
| 33               | Tirs | 26                          | | Arbitrage : Richard Magnusson Janne Wuorenheimo Juges de lignes : Luka Mäkinen Rasmus Strömberg |

#### Finale
| 3 mai | Canada | 7-0 (2-0, 3-0, 2-0) | Suède | Comerica Center 1 331 spectateurs |

| Feuille de match | Feuille de match | Feuille de match            | Feuille de match | Feuille de match                                                                          |
| ---------------- | --- | --------------------------- | ---------------- | ----------------------------------------------------------------------------------------- |
|                  | Villeneuve — 4 min 6 s Martin (Reschny, Beauchesne) — 12 min 31 s Smith (Katzin) — 24 min 56 s Czata (Kindel) — 29 min 35 s Martin (Nesbitt, Verhoeff) — 32 min 54 s Cootes (Hopkins, Schmidt) — 41 min 12 s Nesbitt (Kindel, Huang) — 52 min 33 s (SN) | 1-0 2-0 3-0 4-0 5-0 6-0 7-0 |                  | Arbitrage : Taylor Burzminski Jiří Ondráček Juges de lignes : Brian Birkhoff Lukáš Rampír |
| Ivankovic        | Gardiens | Härenstam Goos              |                  | Arbitrage : Taylor Burzminski Jiří Ondráček Juges de lignes : Brian Birkhoff Lukáš Rampír |
| 8 min            | Pénalités | 14 min                      |                  | Arbitrage : Taylor Burzminski Jiří Ondráček Juges de lignes : Brian Birkhoff Lukáš Rampír |
| 42               | Tirs | 28                          |                  | Arbitrage : Taylor Burzminski Jiří Ondráček Juges de lignes : Brian Birkhoff Lukáš Rampír |

### Classement final
| Place              | Équipe     |
| ------------------ | ---------- |
| Médaille d'or      | Canada     |
| Médaille d'argent  | Suède      |
| Médaille de bronze | États-Unis |
| 4                  | Slovaquie  |
| 5                  | Finlande   |
| 6                  | Allemagne  |
| 7                  | Tchéquie   |
| 8                  | Lettonie   |
| 9                  | Norvège    |
| 10                 | Suisse     |

- en italique, relégué en division IA

### Récompenses individuelles
| Poste      | Joueurs            |
| ---------- | ------------------ |
| Gardien    | Jack Ivankovic     |
| Défenseurs | Sascha Boumedienne |
| Défenseurs | Srew Schock        |
| Attaquants | Filip Ekberg       |
| Attaquants | Ivar Stenberg      |
| Attaquants | Brady Martin       |
| MVP        | Filip Ekberg       |

| Poste     | Joueurs            |
| --------- | ------------------ |
| Gardien   | Jack Ivankovic     |
| Défenseur | Sascha Boumedienne |
| Attaquant | Filip Ekberg       |

### Statistiques individuelles
Pour les significations des abréviations, voir statistiques du hockey sur glace.
| Clt | Joueur             | Équipe     | PJ | B  | A  | Pts | Pun | +/- |
| --- | ------------------ | ---------- | -- | -- | -- | --- | --- | --- |
| 1   | Filip Ekberg       | Suède      | 7  | 10 | 8  | 18  | 6   | +6  |
| 2   | Sascha Boumedienne | Suède      | 7  | 1  | 13 | 14  | 2   | +5  |
| 3   | Ivar Stenberg      | Suède      | 7  | 8  | 5  | 13  | 4   | 0   |
| 4   | Braeden Cootes     | Canada     | 7  | 6  | 6  | 12  | 0   | +7  |
| 5   | Brady Martin       | Canada     | 7  | 3  | 8  | 11  | 29  | +15 |
| 5   | Will Moore         | États-Unis | 7  | 3  | 8  | 11  | 2   | +9  |
| 7   | L.J. Mooney        | États-Unis | 7  | 2  | 9  | 11  | 4   | +10 |
| 8   | Lev Katzin         | Canada     | 7  | 4  | 6  | 10  | 2   | +13 |
| 9   | Milton Gästrin     | Suède      | 7  | 3  | 7  | 10  | 2   | -1  |
| 10  | Ryan Roobroeck     | Canada     | 7  | 4  | 5  | 9   | 0   | +7  |

| Clt                                                                                               | Joueur              | Équipe     | PJ | Min          | BC | Moy  | %Arr  | Bl |
| ------------------------------------------------------------------------------------------------- | ------------------- | ---------- | -- | ------------ | -- | ---- | ----- | -- |
| 1                                                                                                 | Jack Ivankovic      | Canada     | 6  | 342 min 41 s | 6  | 1,05 | 96,08 | 2  |
| 2                                                                                                 | Michal Prádel       | Slovaquie  | 7  | 390 min 3 s  | 16 | 2,46 | 91,40 | 2  |
| 3                                                                                                 | Lukas Stuhrmann     | Allemagne  | 3  | 180 min 55 s | 10 | 3,32 | 91,38 | 0  |
| 4                                                                                                 | Love Härenstam      | Suède      | 5  | 277 min 52 s | 18 | 3,89 | 89,29 | 0  |
| 5                                                                                                 | Felix Timraz-Westin | Norvège    | 4  | 215 min      | 16 | 4,47 | 89,26 | 0  |
| 6                                                                                                 | Patrik Kerkola      | Finlande   | 5  | 245 min 47 s | 10 | 2,44 | 88,64 | 1  |
| 7                                                                                                 | Patrick Quinlan     | États-Unis | 5  | 304 min 39 s | 15 | 2,95 | 87,90 | 0  |
| 8                                                                                                 | Jovin Trachsel      | Suisse     | 3  | 150 min 47 s | 12 | 4,78 | 87,88 | 0  |
| 9                                                                                                 | Ivans Kufterins     | Lettonie   | 5  | 220 min 1 s  | 17 | 4,64 | 84,68 | 0  |
| 10                                                                                                | Michal Oršulák      | Tchéquie   | 3  | 126 min 40 s | 8  | 3,79 | 84,31 | 0  |
| Nota : seuls sont classés les gardiens ayant joué au minimum 40 % du temps de jeu de leur équipe. |                     |            |    |              |    |      |       |    |

## Autres divisions

### Division I

#### Groupe A
La compétition se déroule du 20 au 26 avril 2025 à Székesfehérvár en Hongrie. Les nations suivantes participent à la compétition : 
- Autriche
- Danemark
- Hongrie, pays hôte
- Kazakhstan, relégué de la division élite en 2024
- Slovénie, promu de la division IB en 2024
- Ukraine

| 20 avril | Danemark   | 5    | 3 | Autriche   |
| 20 avril | Hongrie    | 1    | 7 | Ukraine    |
| 20 avril | Slovénie   | 3 TB | 2 | Kazakhstan |
| 21 avril | Ukraine    | 1    | 5 | Danemark   |
| 21 avril | Autriche   | 4    | 1 | Slovénie   |
| 21 avril | Kazakhstan | 4    | 0 | Hongrie    |
| 23 avril | Ukraine    | 6    | 3 | Autriche   |
| 23 avril | Slovénie   | 2    | 0 | Hongrie    |
| 23 avril | Kazakhstan | 2    | 5 | Danemark   |
| 24 avril | Ukraine    | 7    | 1 | Slovénie   |
| 24 avril | Autriche   | 2    | 4 | Kazakhstan |
| 24 avril | Hongrie    | 3    | 5 | Danemark   |
| 26 avril | Danemark   | 4    | 1 | Slovénie   |
| 26 avril | Autriche   | 3    | 4 | Hongrie    |
| 26 avril | Kazakhstan | 2    | 3 | Ukraine    |

| Clt | Équipe     | PJ | V | VP | D | DP | BP | BC | Diff | Pts |
| --- | ---------- | -- | - | -- | - | -- | -- | -- | ---- | --- |
| 1 | Danemark   | 5  | 5 | 0  | 0 | 0  | 24 | 10 | +14  | 15  |
| 2 | Ukraine    | 5  | 4 | 0  | 1 | 0  | 24 | 12 | +12  | 12  |
| 3 | Kazakhstan | 5  | 2 | 0  | 2 | 1  | 14 | 13 | +1   | 7   |
| 4 | Slovénie   | 5  | 1 | 1  | 3 | 0  | 8  | 17 | -9   | 5   |
| 5 | Hongrie    | 5  | 1 | 0  | 4 | 0  | 8  | 21 | -13  | 3   |
| 6 | Autriche   | 5  | 1 | 0  | 4 | 0  | 15 | 20 | -5   | 3   |
| Légende : - en gras, promu en division élite - en italique, relégué en division IB - TB : Tirs de barrage |            |    |   |    |   |    |    |    |      |     |

#### Groupe B
La compétition se déroule du 13 au 19 avril 2025 à Kaunas en Lituanie. Les nations suivantes participent à la compétition : 
- Corée du Sud
- Estonie
- France
- Japon, relégué de la division IA en 2024
- Lituanie, pays hôte
- Pologne, promu de la division IIA en 2024

| 13 avril | Pologne      | 4    | 1 | Japon        |
| 13 avril | France       | 3    | 2 | Lituanie     |
| 13 avril | Corée du Sud | 7    | 0 | Estonie      |
| 14 avril | Japon        | 2    | 1 | France       |
| 14 avril | Estonie      | 1    | 5 | Pologne      |
| 14 avril | Lituanie     | 7    | 4 | Corée du Sud |
| 16 avril | Pologne      | 4 TB | 3 | France       |
| 16 avril | Japon        | 2    | 3 | Corée du Sud |
| 16 avril | Lituanie     | 4    | 1 | Estonie      |
| 18 avril | France       | 4    | 2 | Corée du Sud |
| 18 avril | Estonie      | 4 TB | 3 | Japon        |
| 18 avril | Lituanie     | 2    | 3 | Pologne      |
| 19 avril | Estonie      | 2    | 1 | France       |
| 19 avril | Corée du Sud | 5    | 3 | Pologne      |
| 19 avril | Japon        | 3    | 6 | Lituanie     |

| Clt | Équipe       | PJ | V | VP | D | DP | BP | BC | Diff | Pts |
| --- | ------------ | -- | - | -- | - | -- | -- | -- | ---- | --- |
| 1 | Pologne      | 5  | 3 | 1  | 1 | 0  | 19 | 12 | +7   | 11  |
| 2 | Lituanie     | 5  | 3 | 0  | 2 | 0  | 21 | 14 | +7   | 9   |
| 3 | Corée du Sud | 5  | 3 | 0  | 2 | 0  | 21 | 16 | +5   | 9   |
| 4 | France       | 5  | 2 | 0  | 2 | 1  | 12 | 12 | 0    | 7   |
| 5 | Estonie      | 5  | 1 | 1  | 3 | 0  | 8  | 20 | -12  | 5   |
| 6 | Japon        | 5  | 1 | 0  | 3 | 1  | 11 | 18 | -7   | 4   |
| Légende : - en gras, promu en division IA - en italique, relégué en division IIA - TB : Tirs de barrage |              |    |   |    |   |    |    |    |      |     |

### Division II

#### Groupe A
La compétition se déroule du 13 au 19 avril 2025 à Asiago en Italie. Les nations suivantes participent à la compétition : 
- Chine, promu de la division IIB en 2024
- Croatie
- Grande-Bretagne
- Italie, pays hôte, relégué de la division IB en 2024
- Pays-Bas
- Roumanie

| 13 avril | Chine           | 4    | 1 | Roumanie        |
| 13 avril | Grande-Bretagne | 3    | 0 | Croatie         |
| 13 avril | Pays-Bas        | 1    | 6 | Italie          |
| 14 avril | Croatie         | 4 TB | 3 | Chine           |
| 14 avril | Grande-Bretagne | 1    | 0 | Pays-Bas        |
| 14 avril | Italie          | 6    | 0 | Roumanie        |
| 16 avril | Grande-Bretagne | 3    | 0 | Chine           |
| 16 avril | Pays-Bas        | 2    | 6 | Roumanie        |
| 16 avril | Italie          | 3    | 2 | Croatie         |
| 17 avril | Roumanie        | 0    | 3 | Grande-Bretagne |
| 17 avril | Croatie         | 6    | 2 | Pays-Bas        |
| 17 avril | Chine           | 2    | 4 | Italie          |
| 19 avril | Roumanie        | 3 Pr | 2 | Croatie         |
| 19 avril | Pays-Bas        | 2    | 4 | Chine           |
| 19 avril | Italie          | 4    | 2 | Grande-Bretagne |

| Clt | Équipe          | PJ | V | VP | D | DP | BP | BC | Diff | Pts |
| --- | --------------- | -- | - | -- | - | -- | -- | -- | ---- | --- |
| 1 | Italie          | 5  | 5 | 0  | 0 | 0  | 23 | 7  | +16  | 15  |
| 2 | Grande-Bretagne | 5  | 4 | 0  | 1 | 0  | 12 | 4  | +8   | 12  |
| 3 | Chine           | 5  | 2 | 0  | 2 | 1  | 13 | 14 | -1   | 7   |
| 4 | Croatie         | 5  | 1 | 1  | 2 | 1  | 14 | 14 | 0    | 6   |
| 5 | Roumanie        | 5  | 1 | 1  | 3 | 0  | 10 | 17 | -7   | 5   |
| 6 | Pays-Bas        | 5  | 0 | 0  | 5 | 0  | 7  | 23 | -16  | 0   |
| Légende : - en gras, promu en division IB - en italique, relégué en division IIB - Pr : Prolongations - TB : Tirs de barrage |                 |    |   |    |   |    |    |    |      |     |

#### Groupe B
La compétition se déroule du 17 au 23 mars 2025 à Sofia en Bulgarie. Les nations suivantes participent à la compétition : 
- Australie
- Belgique, promu de la division IIIA en 2024
- Bulgarie, pays hôte
- Espagne
- Serbie, relégué de la division IIA en 2024
- Taipei chinois

| 17 mars | Belgique       | 8     | 4     | Australie      |
| 17 mars | Espagne        | 5     | 1     | Taipei chinois |
| 17 mars | Bulgarie       | 1     | 4     | Serbie         |
| 18 mars | Taipei chinois | 6 Pr. | 5     | Belgique       |
| 18 mars | Serbie         | 2     | 4     | Australie      |
| 18 mars | Espagne        | 6     | 0     | Bulgarie       |
| 20 mars | Serbie         | 2     | 4     | Taipei chinois |
| 20 mars | Espagne        | 3     | 1     | Belgique       |
| 20 mars | Bulgarie       | 3     | 7     | Australie      |
| 22 mars | Australie      | 2     | 3 Pr. | Espagne        |
| 22 mars | Taipei chinois | 2     | 3 Pr. | Bulgarie       |
| 22 mars | Belgique       | 3     | 4     | Serbie         |
| 23 mars | Australie      | 4 Pr. | 3     | Taipei chinois |
| 23 mars | Bulgarie       | 1     | 8     | Belgique       |
| 23 mars | Serbie         | 3     | 4     | Espagne        |

| Clt | Équipe         | PJ | V | VP | D | DP | BP | BC | Diff | Pts |
| --- | -------------- | -- | - | -- | - | -- | -- | -- | ---- | --- |
| 1 | Espagne        | 5  | 4 | 1  | 0 | 0  | 21 | 7  | +14  | 14  |
| 2 | Australie      | 5  | 2 | 1  | 1 | 1  | 21 | 19 | +2   | 9   |
| 3 | Taipei chinois | 5  | 1 | 1  | 1 | 2  | 16 | 19 | -3   | 7   |
| 4 | Belgique       | 5  | 2 | 0  | 2 | 1  | 25 | 18 | +7   | 7   |
| 5 | Serbie         | 5  | 2 | 0  | 3 | 2  | 15 | 16 | -1   | 6   |
| 6 | Bulgarie       | 5  | 0 | 1  | 4 | 0  | 8  | 27 | -19  | 2   |
| Légende : - en gras, promu en division IIA - en italique, relégué en division IIIA - Pr : Prolongations |                |    |   |    |   |    |    |    |      |     |

### Division III

#### Groupe A
La compétition se déroule du 2 au 8 mars 2024 à Mexico au Mexique. Les nations suivantes participent à la compétition : 
- Hong Kong, promu de la division IIIB en 2024
- Islande
- Israël, relégué de la division IIB en 2024
- Mexique, pays hôte
- Nouvelle-Zélande
- Turquie

| 2 mars | Hong Kong        | 12 | 2    | Islande          |
| 2 mars | Turquie          | 7  | 5    | Israël           |
| 2 mars | Mexique          | 10 | 2    | Nouvelle-Zélande |
| 3 mars | Israël           | 6  | 3    | Islande          |
| 3 mars | Nouvelle-Zélande | 1  | 10   | Hong Kong        |
| 3 mars | Mexique          | 8  | 1    | Turquie          |
| 5 mars | Israël           | 9  | 5    | Nouvelle-Zélande |
| 5 mars | Turquie          | 3  | 4    | Islande          |
| 5 mars | Mexique          | 4  | 3    | Hong Kong        |
| 7 mars | Nouvelle-Zélande | 4  | 10   | Turquie          |
| 7 mars | Hong Kong        | 6  | 7 Pr | Israël           |
| 7 mars | Islande          | 2  | 5    | Mexique          |
| 8 mars | Turquie          | 4  | 3    | Hong Kong        |
| 8 mars | Islande          | 2  | 6    | Nouvelle-Zélande |
| 8 mars | Israël           | 4  | 6    | Mexique          |

| Clt | Équipe           | PJ | V | VP | D | DP | BP | BC | Diff | Pts |
| --- | ---------------- | -- | - | -- | - | -- | -- | -- | ---- | --- |
| 1 | Mexique          | 5  | 5 | 0  | 0 | 0  | 33 | 12 | +21  | 15  |
| 2 | Turquie          | 5  | 3 | 0  | 2 | 0  | 25 | 24 | +1   | 9   |
| 3 | Israël           | 5  | 2 | 1  | 2 | 0  | 31 | 27 | +4   | 8   |
| 4 | Hong Kong        | 5  | 2 | 0  | 2 | 1  | 34 | 18 | +16  | 7   |
| 5 | Nouvelle-Zélande | 5  | 1 | 0  | 4 | 0  | 18 | 41 | -23  | 3   |
| 6 | Islande          | 5  | 1 | 0  | 4 | 0  | 13 | 32 | -19  | 3   |
| Légende : - en gras, promu en division IIB - en italique, relégué en division IIIB - Pr : Prolongations |                  |    |   |    |   |    |    |    |      |     |

#### Groupe B
La compétition se déroule du 28 février au 4 mars 2025 à Bangkok en Thaïlande.
Les nations suivantes participent à la compétition : 
- Afrique du Sud
- Bosnie-Herzégovine, relégué de la division IIIA en 2024
- Luxembourg
- Ouzbékistan
- Thaïlande, pays hôte
- Turkménistan

| 28 février | Thaïlande          | 16   | 0  | Bosnie-Herzégovine |
| 28 février | Ouzbékistan        | 12   | 0  | Afrique du Sud     |
| 28 février | Turkménistan       | 8    | 2  | Luxembourg         |
| 1er mars   | Bosnie-Herzégovine | 4    | 3  | Afrique du Sud     |
| 1er mars   | Luxembourg         | 1    | 12 | Ouzbékistan        |
| 1er mars   | Turkménistan       | 3    | 4  | Thaïlande          |
| 3 mars     | Bosnie-Herzégovine | 5 TB | 4  | Luxembourg         |
| 3 mars     | Turkménistan       | 2    | 8  | Ouzbékistan        |
| 3 mars     | Thaïlande          | 8    | 0  | Afrique du Sud     |
| 4 mars     | Ouzbékistan        | 11   | 3  | Bosnie-Herzégovine |
| 4 mars     | Afrique du Sud     | 7    | 18 | Turkménistan       |
| 4 mars     | Luxembourg         | 0    | 10 | Thaïlande          |
| 6 mars     | Afrique du Sud     | 8    | 5  | Luxembourg         |
| 6 mars     | Bosnie-Herzégovine | 2    | 5  | Turkménistan       |
| 6 mars     | Thaïlande          | 2    | 3  | Ouzbékistan        |

| Clt                                                                | Équipe             | PJ | V | VP | D | DP | BP | BC | Diff | Pts |
| ------------------------------------------------------------------ | ------------------ | -- | - | -- | - | -- | -- | -- | ---- | --- |
| 1                                                                  | Ouzbékistan        | 5  | 5 | 0  | 0 | 0  | 46 | 8  | +38  | 15  |
| 2                                                                  | Thaïlande          | 5  | 4 | 0  | 1 | 0  | 40 | 6  | +34  | 12  |
| 3                                                                  | Turkménistan       | 5  | 3 | 0  | 2 | 0  | 36 | 23 | +13  | 9   |
| 4                                                                  | Bosnie-Herzégovine | 5  | 1 | 1  | 3 | 0  | 14 | 39 | -25  | 5   |
| 5                                                                  | Afrique du Sud     | 5  | 1 | 0  | 4 | 0  | 18 | 47 | -29  | 3   |
| 6                                                                  | Luxembourg         | 5  | 0 | 0  | 4 | 1  | 12 | 43 | -31  | 1   |
| Légende : - en gras, promu en division IIIA - TB : Tirs de barrage |                    |    |   |    |   |    |    |    |      |     |